# Louis-Émile Galey
Pour les articles homonymes, voir Galey (homonymie).
Louis-Émile Galey est un cinéaste français, né le 4 octobre 1904 au Pêchereau (Indre) et mort le 20 juillet 1997 à Paris.

## Famille
Son père, Antoine Galey (1880-1976), pharmacien-chimiste était originaire de Saint-Girons dans l'Ariège. Sa mère Marie Nadalet (1882-1982) qui devint centenaire était originaire du hameau de la Croix-de-Laumay, qui faisait partie de la commune du Pêchereau, mais avoisinait à la ville d'Argenton-sur-Creuse dont elle faisait en fait partie. Ils avaient fait connaissance lors de leurs études à Toulouse. Le mauvais souvenir d'une fausse couche l'avait incitée à venir accoucher auprès de ses parents. Plus tard, à l'âge de la retraite, Antoine et Marie retourneront vivre à Argenton. Mais pour l'heure, le jeune pharmacien s'installa à Bourges où il ouvrit une officine dans la rue des Arènes et c'est là que depuis sa naissance jusqu'en 1921 Louis-Émile Galey passa la majeure partie de sa vie. Les vacances amenaient la famille à Château-du-Loir où résidaient alors les grands-parents.
À Bourges, dans la seconde année des classes préparatoires, Galey eut comme condisciple le futur philosophe Vladimir Jankelevitch, qui dès l'âge de sept ans apparaissait comme une espèce de génie. Il fit ensuite ses études secondaires au lycée de Bourges, où il eut André Déléage comme condisciple. Il fit les premières années du secondaire pendant la guerre et, comme son père était à l'armée et que sa mère s'était repliée à Vierzon avec ses frères et sœurs, Galey fut mis en pension.
Après la guerre il monta à Paris et en juin 1921 il décrocha son diplôme de bachelier ès sciences à la Sorbonne.  Il poursuivit ses études et obtint le diplôme d'architecte à l'École des Beaux-Arts. Il fut également lauréat dans un concours international. Sa voie semblait toute tracée, mais néanmoins il ne pratiqua pas longtemps la profession.

## La vie parisienne
Galey ne retourna plus à Bourges et se plongea avec conviction dans la vie trépidante de la capitale. Au cours de ses études il logeait dans Pension Colombo, 20, rue des Écoles, qu'un cousin de sa mère avait déniché pour lui. Il y fit entre autres la connaissance de l'excentrique Ferdinand Lop qui y logeait également.
Il fit la connaissance du jeune acteur Pierre Brasseur. Ils devinrent amis et pendant plusieurs années furent compagnons de sorties nocturnes, abondamment arrosées.
À l'École des Beaux-Arts Galey suivit les cours d'e.a. Raoul Brandon. Il vécut, sans trop y participer, les luttes entre étudiants de gauche et ceux de droite, les Camelots du roi.
Pendant et après ses études, Galey fréquenta deux hauts-lieux de la bohème du boulevard du Montparnasse, La Rotonde et Le Dôme. Il lia amitié avec un lithographe, Basile Noël, qui l'introduisit dans les milieux artistiques. Parmi ceux qu'il y côtoyait : le « mauvais » peintre Samuel Granowsky, le chanteur et sculpteur Wladimir Poliakoff (qui deviendra le père de Marina Vlady et d'Odile Versois), le peintre Foujita avec sa compagne Youki, qui deviendra la femme de Robert Desnos, les peintres Moïse Kisling, Jules Pascin et Soutine, le sculpteur Zadkine, la célèbre Kiki et son amant de l'époque, le non moins célèbre photographe Man Ray. Et puis il y avait les intellectuels : Miguel de Unamuno et ses disciples, Charles Rappoport, communiste à l'époque, mais aussi les péripatéticiennes à la retraite qui s'y réunissaient.
En 1924, Galey fit la connaissance à la Rotonde de Magda, dite Louftinguett. Quelques années plus tard, ayant réussi du côté des Champs Élysées, et étant devenue une « poule de luxe », elle aguicha Galey et devint sa maîtresse gratuite du mercredi, jour où elle ne recevait pas de clients.

## Espritet la Troisième Force
Début des années trente, Galey mit fin à la vie insouciante du noctambule. Il épousa Marcelle Bechmann, fille de l'architecte Lucien Bechmann. Ils eurent trois enfants : l'écrivain Matthieu Galey (1934-1986), Laurent Galey (°1942) et la journaliste Geneviève Galey (°1944). Son beau-frère Roland Bechmann (1919-2017) était également architecte.
Avant la guerre, Galey poursuivit une carrière d'architecte. Il construisit entre autres en 1938 la Maison du Peuple à Saint-Girons. Selon l'Annuaire des architectes, le ménage Galey déménageait assez souvent. En 1935 il habitait rue de la Pompe, en 1937 40, rue Vaneau et en 1938 24, boulevard des Invalides.
Dans les années 1932-1933, il participa, avec Emmanuel Mounier, Georges Izard et André Déléage, au lancement d'une nouvelle revue, nommée Esprit. Ils eurent pour ce faire le patronage de Madeleine Daniélou, l'épouse du ministre Charles Daniélou, amie de Bergson et de Briand qui décida du nom de la revue, alors que Déléage avait préconisé Hommes ou Âmes. Galey rencontrera dans les réunions d'Esprit d'autres collaborateurs, tels que Georges Duveau, René Maheu, Pierre-Aimé Touchard.
Comme son nom, La Troisième Force, l'indiquait, le groupe voulait trouver une troisième voie, entre capitalisme et marxisme, pour laquelle les idées de planification et de corporatisme serviraient de base et qu'ils synthétisaient sous le vocable de personnalisme. L'inspiration était chrétienne, dans l'esprit des encycliques fondatrices de la pensée sociale chrétienne, Rerum Novarum et Quadragesimo Anno.  Galey s'intéressait aux idées nouvelles, autant au Plan Henri De Man qu'au corporatisme qui le firent assister à Rome à un congrès consacré à ce thème, en mai 1935. Il inventa le sigle de la Troisième Force et en dessinait les affiches.
À la même époque quelques jeunes fondèrent les États généraux de la Jeunesse. Une fois par semaine, les jeunes « espoirs » de tous les partis politiques se réunissaient dans l'amphithéâtre du Musée Social, dans le but de formuler un programme commun à tous ces jeunes gens venus des horizons les plus divers. Un des membres actifs était Bertrand de Jouvenel. Galey fut de 1932 à 1934 le rapporteur-général de cette activité. Il la quitta en 1934, ayant atteint la limite d'âge de trente ans.
Galey collabora à Esprit jusqu'en 1935 pour ensuite prendre ses distances.  Entre-temps et en parallèle avec la fondation d'Esprit, Izard, Galey et quelques autres avaient également fondé le mouvement politique nommé La Troisième Force. Comme Mounier ne désirait pas lier Esprit à une action politique immédiate, une séparation inévitable s'en était suivi.
À partir de 1934 la Troisième Force fusionna avec le Front Commun de Gaston Bergery et le nouveau nom de Front Social fut adopté. Galey accompagnait Izard et Bergery lors de tournées électorales, qui résultèrent en leur élection à l'Assemblée nationale en 1936. Lui-même ne semble pas s'être présenté à des élections. Le parti n'eut d'ailleurs jamais d'autres élus et Izard le quitta bientôt pour s'affilier à la SFIO. Galey s'occupait en ordre principal de l'organe du parti, La Flêche, dont il était le secrétaire-général. Un autre ami de cette époque était le journaliste et pacifiste Henri Jeanson et son épouse, la comédienne Marion Delbo (1901-1969). Les deux familles se rendirent ensemble aux sports d'hiver en décembre 1938.
Fin 1935 Galey fit la connaissance du célèbre Victor Serge qui, sur les instances du premier-ministre Pierre Laval auprès de Staline, venait d'être relâché des geôles soviétiques. Gaston Bergery l'avait chargé de recueillir l'histoire que ce rescapé des bagnes de l'Oural avait à raconter.

## La guerre
En septembre 1939, à l'annonce de la déclaration de guerre, l'adjudant Galey rejoignit sa compagnie du génie à Versailles. Il participa aux travaux de fortifications le long de la Ligne Maginot. Il fut signalé avantageusement dans le rapport de la 3e armée, pour les bons résultats de ses constructions défensives réalisées dans des circonstances atmosphériques défavorables.
Il retourna à Versailles pour un cours qui devait lui permettre d'accéder au grade de sous-lieutenant. Il dut ensuite construire des blocs défensifs dans le secteur d'Audun-le-Tiche. Il en avait terminé treize lorsque le 10 mai les travaux furent inévitablement interrompus. Les Allemands envahirent la région, avant que les blocs ne purent être utilisés.
Peu après, Galey et ses compagnons de déroute étaient prisonniers à Marvejols dans le département de la Lozère et le 24 juillet ils furent démobilisés. Il rejoignit sa famille auprès de ses beaux-parents. Vers le 15 août il se rendit à Vichy pour y demander conseil à Gaston Bergery, qui ne le rassura pourtant pas sur la meilleure voie à suivre. Au début de 1941 il décida de retourner à Paris.

## Sous l'Occupation
Pierre Schaeffer, qui sera plus tard le promoteur de la musique concrète, était devenu le dirigeant de Jeune France, un mouvement dont l'idée avait été donnée par Emmanuel Mounier au secrétariat général à la Jeunesse du gouvernement nouvellement installé à Vichy. Mis en route en décembre 1940, le mouvement avait pour but de faire adhérer les jeunes à la Révolution nationale, à travers une politique culturelle de création et de diffusion. Schaeffer confia à Galey le secteur  de l'architecture. Celui-ci ressentit la mission comme une sinécure assez inutile et s'ennuya ferme.
Lorsque Paul Marion, que Galey avait connu avant la guerre, lorsqu'ils étaient adversaires politiques, rentra de captivité, il fut nommé secrétaire général à l'Information et à la Propagande. Il proposa à Galey de devenir son représentant en zone occupée. Celui-ci, très à court d'argent, accepta. Sa nouvelle fonction fit de lui en ordre principal le directeur-général de la Cinématographie, administration relevant du gouvernement de Vichy.
Par décret de Pierre Laval du 25 mai 1942 Galey remplaça en outre Guy de Carmoy en tant que commissaire du gouvernement du Comité d'organisation de l'industrie cinématographique. Selon l'historienne Caroline Chaineaud (université Paris Sorbonne-Paris IV), cet organisme de répression et d'aide à « l'assainissement professionnel » dépendait à la fois des autorités d'Occupation et du gouvernement de Vichy. D'après elle, son organigramme révèle le rôle purement consultatif de ce Comité, dont les membres n'avaient aucun pouvoir décisionnel.
Louis-Émile Galey favorisait la réalisation de films de qualité et mettait en avant les valeurs de la Révolution nationale tout en s'opposant tant qu'il en avait les moyens, aux autorités d'Occupation, afin de préserver les droits des professionnels français. Il créa en 1942 le « Grand Prix du Film d'Art Français », précurseur des prix qui seraient octroyés annuellement après la guerre lors du Festival de Cannes.
Ses projets ne se réalisèrent pas toujours. C'est ainsi qu'une proposition de Jean Giono pour faire un film au départ de son livre Le chant du monde n'aboutît pas, malgré la visite que Galey fit au maître de Manosque. Une autre proposition était de consacrer un film à la carrière de Georges Carpentier, que Galey rencontra à plusieurs reprises, mais qui n'eut pas non plus de suite.
Le cinéma était évidemment une proie convoitée par l'occupant. Dès l'automne 1940 l'Allemand Alfred Greven fondait la Continental-Films qui réalisa une trentaine de films, dont certains de grande qualité. Mais bientôt des compagnies françaises se firent à nouveau valoir. Dès 1941 la Compagnie Commerciale Française Cinématographique réalisa Le Destin fabuleux de Désirée Clary de et avec Sacha Guitry. Galey qui avait dû veiller aux permissions nécessaires, se lia d'amitié avec Guitry. Marcel L'Herbier fut un autre réalisateur qu'il rencontrait souvent, mais lui travaillait pour une société française.
Après avoir eu un bureau à l'Hôtel Matignon, Galey s'installa dans un immeuble réquisitionné de l'Avenue de Messine. Bien que demeurant fidèle au maréchal Pétain, il se rendit compte au fil des années du nombre de personnes dans son entourage qui avaient rejoint la Résistance, comme Georges Izard, son ami, et dans ses services sa secrétaire Christine Gouze-Rénal, son bras droit Pierre Riedinger, le chef de l'administration Jeanne Mazac (1897-1997), ainsi qu'Henri Langlois et Marcel L'Herbier, respectivement directeur et président de la Cinémathèque française. Il en allait de même du futur ministre Robert Buron et du futur député Roger Ribadeau-Dumas (1910-1982), le premier étant secrétaire général et le deuxième, secrétaire général adjoint du Comité d'organisation de l'industrie cinématographique, fondé par l'administration pétainiste. Jean Painlevé, auteur de films scientifiques, qui succéderait à Galey à la tête de l'administration du cinéma, était dans le même cas.
Dans ses mémoires, Galey a énuméré les points de son action qu'il considérait comme positifs :
- le fait que sous l'occupation les maisons de production françaises n'avaient sorti aucun film de propagande ni aucun film antisémite ;
- l'aide efficace apportée à la Cinémathèque d'Henri Langlois, qui lui permit de survivre ;
- la création de l'Institut des hautes études cinématographiques (IDHEC) ;
- les films réalisés, qui purent, après la guerre triompher dans les festivals et être bien reçus dans les salles de cinéma, tels que La Nuit fantastique de Marcel L'Herbier, Douce de Claude Autant-Lara, L'Éternel Retour de Jean Delannoy, Les Anges du péché de Robert Bresson, Les Enfants du paradis, Les Visiteurs du soir de Marcel Carné et Carmen de Christian-Jaque ;
- même parmi les films réalisés sous la houlette de Continental-Films, certains furent reconnus comme films de qualité. Il s'agissait par exemple de Le Corbeau de Henri-Georges Clouzot, La Symphonie fantastique de Christian-Jaque, Les Inconnus dans la maison d’Henri Decoin, et d'autres films tournés par Maurice Tourneur, Leo Joannon, André Cayatte, Richard Pottier et Fernandel.

## Après la guerre
À la Libération, Galey fut non point révoqué, mais « admis à cesser ses fonctions ». Le 26 décembre 1944 il eut à comparaître devant le Comité d'épuration du Cinéma. Il y présenta le bilan de ses années à la tête du cinéma français. Le président du Comité, Maurice Crouzet, inspecteur général de l'enseignement lui fit savoir qu'il ne lui était rien reproché et qu'il n'était l'objet d'aucune sanction.
Galey retrouva assez rapidement une situation, toutefois maigrement rémunérée, de directeur artistique auprès de Pathé. Le producteur Roland Tual lui laissa mettre en route un film dirigé par Pierre Prévert, avec des dialogues de son frère Jacques Prévert. Le film fut un grand « bide ».
Ensuite, le PDG de Pathé, Adrien Remaugé lui proposa d'aller créer à Rome une filiale Pathé Italia, dans le but de réaliser de fructueuses coproductions. Il alla donc s'installer à Rome avec sa famille. Il y participa à la réalisation du film italo-français Orage d'été, dirigé par Jean Géhret, avec parmi les actrices Gaby Morlay, Odette Joyeux et les sœurs Odile Versois et Marina Vlady. Les quatre jeunes filles Poliakoff (car il y avait encore deux autres sœurs) habitaient chez les Galey pendant le tournage. Le film n'eut pas de succès et fut même, d'après Matthieu Galey, un cauchemar pour son père, avec de nombreux tracas concernant collaborateurs et financement. Il fut également directeur artistique d'un autre film franco-italien, Pour l'amour du ciel de Luigi Zampa, dans lesquels Jean Gabin, Julien Carette et Antonella Lualdi jouaient les rôles principaux. D'autres coproductions auxquelles il participa furent Vertigine d'amore (Le Pain des Pauvres) (les dialogues et le scenario étaient de Maurice Druon) avec Charles Vanel, Folco Lulli et le tout jeune Marcello Mastroianni ainsi que Au-delà des grilles de René Clément, avec Jean Gabin et Isa Miranda.
Au cours de son séjour à Rome, Galey travailla beaucoup, de concert avec Maurice Druon et Diego Fabbri à un scénario de film relatant le procès de Jésus. Faute de moyens financiers le projet ne se réalisa pas. Lorsque quelques années plus tard Fabbri reprit le projet à son compte avec sa pièce de théâtre Processo a Gesù, il convint d'une participation aux bénéfices pour ses deux anciens coauteurs. Lorsqu'un beau jour de 1955 Galey reçut un chèque assez coquet, il décida de le claquer dans la boîte Chez Novy où l'on mangeait, buvait et chantait russe. Les couples présents étaient lui et sa femme, Georges et Catherine Izard, Maurice Druon et Edmonde Charles-Roux. Joseph Kessel fut invité à les rejoindre et Jacques Lacan et Sylvia Bataille vinrent également s'attabler près d'eux, ce qui amena Druon à vociférer des injures contre ces intrus qui avaient forcé l'intimité du groupe sans avoir été invités.
Après son retour en France, Galey poursuivra une carrière dans le cinéma, en tant que réalisateur, producteur ou scénariste. Il réalisa plusieurs documentaires, dont un sur l'aventure de Louis Blériot, ce qui lui permit d'apprendre à connaître la veuve et les collaborateurs encore en vie du pionnier de l'aviation. Ses deux dernières activités de scénariste se firent pour deux des derniers films joués par Jean Gabin.
Grand « mordu » du jeu de billard, il se rendait, la retraite venue, quotidiennement à la salle de son club de billard à la Salle Wagram, où son ami et mentor était le champion français Roger Conti.
Après la retraite, il devint client régulier, au sein d'un groupe d'amis du Café de Flore. Son fils Matthieu l'y rencontrait parfois.

## Dans le sillage de Georges Izard
L'amitié Izard - Galey datait du début des années trente. Elle ne se démentît pas au cours des années de guerre et s'épanouît pendant les années cinquante-soixante. À cette époque Izard était devenu une personnalité importante en tant qu'ancien député, résistant et surtout ténor du barreau. Il s'était considérablement enrichi et possédait à Morsang-sur-Seine une propriété de dix-huit hectares avec une grande maison de campagne où il recevait volontiers ses amis, ses relations et ses clients. La famille Galey passait de nombreux weekends auprès de leurs amis. Ils y rencontrèrent de nombreuses personnalités de mondes divers. Parmi ceux que Galey se rappelait dans ses mémoires il y avait Maurice Druon et son amie de l'époque Edmonde Charles-Roux, le ministre démocrate chrétien Jacques Duhamel, le préfet de police André Dubois, l'écrivain Jean Mauriac et, clients prestigieux de maître Izard, le prince héritier du Maroc Moulay Hassan et le roi d'Afghanistan Mohammad Zaher Shah. Ce dernier était d'ailleurs un ami d'enfance de l'épouse Izard, Catherine Daniélou.
Les grandes fêtes célébrées à Morsang étaient le 14 juillet qui donnait lieu à un feu d'artifice, organisé par le fils, Christophe Izard et Noël, lorsque le beau-frère d'Izard, le père Jean Danielou célébrait la Messe de minuit.

## L'ami Jean Gabin
Dans ses mémoires, Galey s'est étendu sur son amitié d'un quart de siècle avec Jean Gabin. Le même âge, le même langage truffé de langue verte, le même intérêt pour la boxe, le même appétit pour la bonne chère et les bons restaurants. Les dîners avaient lieu entre hommes, avec des amis tels que Pascal Jardin, Denys de la Patellière (qui réalisa une demi-douzaine de films avec Gabin en vedette) ou Fernandel.
Ils se connurent d'abord à Rome au cours des tournages de films pas tellement réussis, auxquels l'acteur quelque peu oublié participait en attendant mieux. Vingt-cinq ans plus tard, deux des derniers films dans lesquels le grand Gabin jouait le rôle principal, eurent Galey comme scénariste.

## Mémoires
Dès avant la mort de son fils Matthieu, Galey se mit à la rédaction de ses mémoires. Il les publia en 1991 sous le titre Le peu qui en reste. Il ne s'agissait pas d'un livre destiné au circuit des librairies, mais au contraire comme il était indiqué sur le frontispice, il était « offert par l'auteur aux lecteurs de son choix ». Le livre de 136 pages était édité à compte d'auteur et imprimé par E. Durand à Paris. Le titre est exemplatif du ton plutôt désabusé qui domine dans ce texte.
Dans le Journal de Matthieu Galey il était apparu que les relations entre le père et le fils étaient assez froides et distantes. Galey père consacra le dernier chapitre de son livre à ce fils trop tôt disparu, en assurant que sa réserve n'avait pas été de l'indifférence. Il écrivait : « Il y avait autour de lui une « aura » que j'étais sans doute le seul à percevoir et qui m'interdisait une trop grande familiarité. »
Ces mémoires sont sans aucun doute intéressantes pour mieux cerner un acteur, certes mineur, mais non négligeable et intéressant de la société française du XXe siècle. Dans leur brièveté, elles sont inévitablement sélectives. Ainsi Galey, alors qu'il s'est étendu sur sa vie de jeunesse passablement dissolue, n'a rien dit sur l'évolution qui l'amena à fonder un foyer. Il n'a mentionné son épouse qu'à l'occasion de la naissance de Matthieu et n'a rien dit sur ses deux autres enfants. Puisque son épouse était Juive, il aurait été bien intéressant de connaître la façon dont ils apprirent à se connaître et surtout comment ils réussirent à sortir indemnes de la guerre.
D'autre part, les activités de Galey dans l'administration de Vichy semblent avoir été racontées d'une manière plutôt sélective. Le lecteur voudrait bien en savoir plus. Ce qui, au détour de quelques phrases apparaît clairement est que, un demi-siècle plus tard, Galey gardait une assez grande fidélité au maréchal Pétain et qu'il n'avait pas d'estime particulière pour ceux qui avaient résisté aux Allemands « à partir de l'étranger ». Mais, comme il l'avouait « Je vois approcher la fin dans un monde qui n'est plus le mien et je cherche refuge dans le passé. Autant par nostalgie de ma jeunesse que par fidélité à des valeurs oubliées. »
Les mémoires de Louis-Emile Galey sont par ailleurs un excellent supplément au Journal tant apprécié de son fils. Ils en sont en quelque sorte le lever de rideau, qui permet de mieux comprendre le fils au travers de la vie et des souvenirs de son père. Beaucoup de renseignements inclus dans la présente note ont comme source les mémoires du père et le Journal du fils.

## Filmographie

### Directeur artistique
- 1947 : Voyage Surprise, film de Pierre Prévert (1906-1988), d'après un scénario de son frère Jacques Prévert et avec Martine Carol dans le rôle principal.
- 1950: Pour l'amour du ciel, avec Jean Gabin et Julien Carette

### Réalisateur
- 1946: Orage d'été
- 1952 : Les techniciens en pompons rouges
- 1952 : Avec les pilotes de porte-avions
- 1953 : Berre, cité du pétrole
- 1953 : Le largage à six heures du matin
- 1954 : La cité d'argent
- 1960 : Brevet de pilote no 1 Blériot

Pour la plupart de ces films, à l'exception du premier tous des documentaires, la musique fut composée par Georges Delerue.

### Producteur ou producteur associé (longs métrages)
- 1965 : Pas de caviar pour tante Olga, avec Pierre Brasseur, Sophie Daumier et Francis Blanche.
- 1965 : Paris au mois d'août, avec Charles Aznavour.
- 1966 : Chappaqua avec Jean-Louis Barrault, Conrad Rooks, William S. Burroughs et Allen Ginsberg.
- 1968 : Vingt-quatre heures de la vie d'une femme, de Dominique Delouche, avec Danielle Darrieux
- 1970 : Ils avec e. a. Charles Vanel

### Directeur de production
- 1970 : Bruno, l'enfant du dimanche (1970), avec Roger Hanin.

### Scénariste
- 1973 : L'Affaire Dominici avec Jean Gabin, Victor Lanoux et Gérard Depardieu.
- 1974 : L'Année sainte avec Jean Gabin, Jean-Claude Brialy et Danielle Darrieux.

## Publications
- « La cité, projection plane de l'État », dans Esprit, 1932/1.
- « L'habitation privée, demeure des permanences », dans Esprit, 1933/1.
- « Chronique de la Troisième Force », dans Esprit, 1933/4.
- « La cité projection plane de l'État », dans Esprit, 1933/11.
- « Préface à une architecture », dans Esprit, 1934/10.
- « Les leçons du krach Citroën », dans Esprit, 1935/03.
- La Bataille de la France, par Georges Izard, André Déléage, Georges Duveau, Jules Roman, Louis-Emile Galey, Paris, P. Tisné, 1938.
- « Préface », dans Roger Conti, Le Billard, cet inconnu, 1957.
- « Souvenir d'André Déléage », dans Esprit, 1965, p. 191-193.
- Le peu qui en reste, mémoires, L.-É. Galey (éd.), Paris, 1991.

## Littérature et sources

### Cinéma
- Georges Charensol, Renaissance du cinéma français, Paris,  éd. du Sagittaire, 1946.
- Roger Régent, Cinéma français sous l'occupation, Paris,  éd. Bellefaye, 1947.
- Louis Daquin, Le Cinéma notre métier, Paris,  éd. Français Réunis, 1960.
- André Bazin, Le Cinéma de l'Occupation et de la Résistance, Paris, UGE, 1975.
- Jacques Siclier, La France de Pétain et son cinéma, Henri Veyrier, 1981.
- Raymond Chirat, Le Cinéma des années de guerre, Paris, Hatier, 1983.
- François Garçon, De Blum à Pétain – Cinéma et société française (1936-1944), Paris,  éd. du Cerf, 1984.
- Claude-Jean Philippe, Le Roman du cinéma français, tome II, 1938-1945, Paris, Fayard, 1986.
- J. P. Bertin-Maghit, Le Cinéma sous l'Occupation – Le monde du cinéma français de 1940 à 1946, Paris, Olivier Orban, 1989.
- René Château, Le Cinéma français sous l'Occupation – 1940-1944, Courbevoie, éditions René Château, La Mémoire du Cinéma, 1995.
- P. Darmon, Le Monde du Cinéma sous l'Occupation, Paris, Stock, 1997.
- (en) Colin Nettelbeck, Narrative mutations: French cinema and its relations with literature from Vichy towards the New Wave, Journal of European Studies, June 2007, p. 159-186.

### Autres
- Pierre de Senarclens, La Revue Esprit 1932-41, Lausanne, l'Âge d'homme, 1974.
- Michel Winnock, Histoire politique d'Esprit, Seuil, 1975.
- Matthieu Galey, Journal I (1953-1973), Paris, Grasset, 1987.
- Matthieu Galey, Journal II (1974-1986), Paris, Grasset, 1989.
- Jean-Pierre Rioux (dir.), La Vie culturelle sous Vichy,  éd. Complexe, 1990.
- Christophe Durand-Boubal, Café de Flore: mémoire d'un siècle, Indigo, 1993.
- Dominique Venner, Histoire de la collaboration, Paris, Pygmalion, 2000.
- Jean-Louis Loubet del Bayle, Les Non-conformistes des années 1930, Seuil, 1969 ; Point-Seuil, 2001.
- Marinette Baudet-Lamoure, « Louis-Émile Galey », dans Argenton et son histoire, no 19, 2002, Cercle d'Histoire d'Argenton-sur-Creuse, Argenton.
- Marinette Baudet-Lamoure, « Louis-Émile Galey, un Pescherellien talentueux », idem, no 20, 2003.
- Emmanuelle de Boysson, Georges Izard, avocat de la liberté, Paris, Presses de la Renaissance, 2003.
- (en) John Hellman, The communitairian third way: Alexandre Marc's ordre nouveau (1930-2000), MgGill-Queen's University Press, 2002.
- Stéphanie Corcy, La Vie culturelle sous l'Occupation, Paris, Perrin, 2005.